# عصمة البخاري
عصمة البخاري (ت. 829 هـ) هو عالم وشاعر ، من أهل بخارى.
هو فخر الدين عصمة الله بن مسعود البخاري، المشتهر في شعره أولاً بنصيري، ثم اشتهر بعصمة. عاصر نصير الدين سلطان خليل وشاه رخ وأولوغ بيك وبايسنقر وغيرهم من التيموريين ، ومدحهم وحظي لديهم. توفي سنة 829 هـ، وقيل سنة 840 هـ.